# Лайкин, Яков Карпович
Яков Карпович Лайкин (23 февраля 1914, Мощены, Калужская губерния — 8 декабря 1999, Приазовское, Запорожская область) — разведчик взвода пешей разведки 91-го гвардейского стрелкового полка (33-я гвардейская стрелковая дивизия, 43-я армия, 3-й Белорусский фронт) гвардии красноармеец, участник Великой Отечественной войны, кавалер ордена Славы трёх степеней.

## Биография
Родился 23 февраля 1914 года в деревне Мощены Лихвинского уезда Калужской губернии (ныне Белёвский район, Тульская область) в семье рабочего. Русский.
В 1928 году окончил начальную школу. Работал каменщиком в селе Шевченко Приазовского района Запорожской области Украины.
В апреле 1941 года был призван в Красную армию Приазовским райвоенкоматом. Службу проходил у западных границ, в Молдавии, в строительном батальоне. С октября 1941 года воевал в составе 591-го стрелкового полка 176-й стрелковой дивизии. Участвовал в Донбасской оборонительной и Барвенково-Лозовской операциях. В этих боях красноармеец Лайкин был всегда на передовой, после тяжёлых боёв в январе 1942 года считался пропавшим без вести.
С 1942 года и до Победы служил в 91-м гвардейском стрелковом полку 33-й гвардейской стрелковой дивизии в должности пулемётчика, к началу 1944 года был разведчик взвода пешей разведки. Воевал на Сталинградском, Южном и 4-м Украинском фронтах.
16 января 1944 года под селом Львово (Бериславский район Николаевской, ныне Херсонской области, Украина) после захвата «языка» ворвался во вражеский блиндаж и гранатами подорвал пулемёт вместе с расчётом.
Приказом по частям 33-й гвардейской стрелковой дивизии (№ 04/н) от 18 января 1944 года гвардии красноармеец Лайкин Яков Карпович награждён орденом Славы 3-й степени.
Весной 1944 года в составе своего полка участвовал в боях за освобождение Крыма. За хорошую разведку на подступах к городу Севастополь, за то что на уличных боях уничтожил пулемётную точку и трёх гитлеровцев, награждён медалью «За отвагу». После прекращения боёв за Крым и короткого отдыха, дивизия была переброшена на 3-й Белорусский фронт. Здесь гвардии красноармеец Лайкин участвовал в Восточно-Прусской операции, в штурме Кёнигсберга.
27 января 1945 года в 12 км северо-восточнее города Кёнигсберг (ныне — Калининград) скрытно проник на окраину населённого пункта. Забросал гранатами крупнокалиберный и ручной пулемёт, 8 немецких солдат, а трёх гитлеровцев взял в плен. Пленные дали ценные сведения о группировке противника.
Приказом по войскам 39-й армии (№ 312) от 22 марта 1945 года гвардии красноармеец Лайкин Яков Карпович награждён орденом Славы 2-й степени.
5 апреля 1945 года при разведке боем в 9 км северо-западнее города Кёнигсберг первым ворвался во вражеское расположение, из автомата уничтожил 8 гитлеровцев. Затем, подобравшись к зданию, где засели автоматчики, уничтожил их гранатами. Своими действиями способствовал занятию первой линии траншей и захвату 2 пленных. Пленные дали ценные сведения.
Указом Президиума Верховного Совета СССР от 19 апреля 1945 года гвардии красноармеец Лайкин Яков Карпович награждён орденом Славы 1-й степени. Стал полным кавалером ордена Славы.
В сентябре 1945 года сержант Лайкин был демобилизован.
Вернулся в Приазовский район. Жил в посёлке Приазовское Запорожской области (Украина). Член КПСС с 1960 года. В 1963 году экстерном окончил 10 классов. Работал инженером-строителем Приазовского объединения «Райсельхозтехника».
Скончался 8 декабря 1999 года. Похоронен на кладбище посёлка Приазовское.

## Награды
- Орден Отечественной войны I степени (11.03.1985)[4]
- Полный кавалер ордена Славы:
  - орден Славы I степени (19.04.1945)[5];
  - орден Славы II степени (22.03.1945)[6];
  - орден Славы III степени (18.01.1944)[7];
- медали, в том числе:
  - «За отвагу»" (18.05.1944)[8]
  - «В ознаменование 100-летия со дня рождения Владимира Ильича Ленина» (6 апреля 1970)
  - «За победу над Германией» (9 мая 1945[9])
  - «За взятие Кёнигсберга» (9.6.1945)
  - «20 лет Победы в Великой Отечественной войне 1941—1945 гг.» (7 мая 1965[10])
  - «30 лет Победы в Великой Отечественной войне 1941—1945 гг.»[11]
  - 40 лет Победы в Великой Отечественной войне 1941—1945 гг.[12]
  - 50 лет Победы в Великой Отечественной войне 1941—1945 гг.[13]
  - «30 лет Советской Армии и Флота»[14]
  - «40 лет Вооружённых Сил СССР»[15]
  - «50 лет Вооружённых Сил СССР» (26 декабря 1967[16])
- Знак «25 лет победы в Великой Отечественной войне» (1970)

## Память
- На могиле установлен надгробный памятник
- Его имя увековечено в Главном Храме Вооружённых сил России, и навсегда запечатлено на мемориале «Дорога памяти»
- В 2014 году на здании школы № 2 в посёлке Приазовское в память о ветеране установлена мемориальная доска.